# 台南小吃
台南小吃，是指臺灣臺南市所具有的街頭飲食文化。臺南市是漢人最早在臺灣拓殖的城市之一，自明代中葉即陸續有仰賴海洋維生的漁民、船員甚至海盜倭寇在此定居，經歷過荷治、明鄭、清領及日治時期，1945年後回歸漢人治理。
過去台南曾有一府二鹿三艋舺的美譽，日治時代政經中心轉往台北，安平港也被高雄港取代導致城市發展步調趨緩，惟亦因禍得福，完整的保存了這近四百年來，不論是來自漢人移民帶來的小吃或異文化統治傳入的異國料理，成了飲食文化的大熔爐。這一百多年一路發展下來，逐演變出多元化、具有在地特色的小吃，茲列舉其中較著名者如：擔仔麵、蝦捲、蚵捲、紅燒魠魚羹、鱔魚意麵、棺材板、米糕、虱目魚料理、鹹粥、肉燥飯、蝦仁肉圓、菜粽、
香腸熟肉，還有布丁、冰棒、牛肉湯、碗粿、豆菜麵、小卷米粉、草魚粥、台式水果冰和黑糖香餅等等。

## 小吃起源

### 料理風格
台南著名的小吃不勝枚舉，由於早期人士多半來自中國大陸閩南漳泉兩地，故如蚵仔煎或是蚵仔麵線等小吃亦多半與該地有著極深的淵源。而真正奠基則是於明鄭王朝瓦解後，當時的御廚伙夫散入民間，這些人士為了謀生便將家鄉小吃、宮裡御膳端出來販賣。清領時期則變化不大。直到日治時期日本人帶來了咖啡、布丁、冰淇淋、吐司、巧克力、麵包等和風洋食文化的觀念，而民國政府渡海來台後，帶入中國各省風格台灣外省人的眷村飲食一脈，像是台南市曾有著名的水交社、二空眷村，眷村美食即是一絕。

### 本地食材
台南地理環境優越，有海港、平原、山脈，得以出產各類山珍海味，食材豐富更能激發多種特色菜餚和食物。
自明清時期起，台南的特色傳統食材就有虱目魚、彈塗魚、火燒蝦、烏魚子、𩵚魠魚。
- 台南市的市魚「虱目魚」是熱帶魚種是四百年前荷蘭人從印尼引進台南開始養殖，它很營養但易腐敗，所以又被稱為牛奶魚（milk fish），傳統捕捉虱目魚通常在夜間魚兒睡覺時進行，得先禁食一天鼓驚嚇魚兒讓他們排空腸胃，否則魚兒會很快腐敗而失去新鮮。[2]，虱目魚從整尾在台南都是充分利用。魚鱗可做保養品。骨頭熬湯做成魚丸、魚皮湯、魯魚頭整尾都可做成菜餚一點也不浪費。
- 破布子是台南地區特有的食材。
- 薑糖番茄是台南最古老的小吃了，番茄是1624年荷蘭人來台灣到台南種植沾些蔗糖、薑、甘草及醬油膏酸甜辣黏脆的口感。
- 菜粽－台南人的早餐，糯米加花生再用月桃葉包裹蒸熟，月桃葉可以健胃整腸。古時候吃菜粽還得配上一碗味噌湯後。與中國傳統的粽香氣與風味上完全不同氣息的決明子茶。

在日治時期，台南水利改善後，因日本引進新的農業與畜牧業技術，所以台南有了乳牛、外來種豬，甘蔗、稻米和茶葉的種植也得到改良。台南在日治時代也引進製冰設備，加上在地出產的各色水果，使得各類冰品自那時起蓬勃發展。

## 台南口味
在日治時代台南大量產糖，糖也成為重要的調味料大量入菜。台南菜系多半放糖當成味精調味提鮮。另一部分原因是閩浙地區鹹中帶甜的烹調習慣，以台南小吃為代表的台灣菜亦有繼承，但標準台式烹調多為清淡原味為主，吃食材的原味。

## 台南飲食類型

### 街邊小吃
台南小吃多是庶民料理，但近來亦開始精緻化，成為高級餐廳甚至國宴出現的菜色。2009年11月美國華爾街日報推崇臺南市為「veritable food museum」（名副其實的食品博物館）。2015年2月美國CNN介紹臺南市為「Taiwan's food capital」(台灣的美食首都)
傳統小吃
台南市的著名小吃除了種類眾多、物美價廉以外，通常聚集在具有歷史發展淵源及匯聚當地信仰的廟口廟埕、官方建築物、清領時期興建的城門附近及日治時期因衛生或都市計畫下遷徙集中的市集。如赤崁樓、大天后宮、武廟、永樂市場、東菜市、大菜市、小西門、下大道（現保安路）、東門、安平、日治時期，因日本官方的都市計劃緣故，又多了廣安宮石樁臼、沙卡里巴兩個小吃群聚地，1984年石精臼攤販聚集地因廣安宮欲改建而遭到拆除。
後來過去的市集雖可能因為都市發展而消滅或沒落，但四散的攤販為了註明自己的來源出身，有些會在所賣的產品前加註來歷，如「石精臼海產粥」或「大菜市意麵」等。台南市的小吃通常不會使用免洗餐具，而有些具有悠久店史的小吃店家，所使用的餐具上還會印刷著自己的店名。2009年沙卡里巴面臨被迫拆除，新南國小和金城國中將遷移至該地建校。

### 早市、宵夜
台南市有農產批發中心、漁貨市場等、以前漁船出港是晚上出港、清晨天回航賣漁貨、台南週邊來銷售農產品的商人與運輸苦力等，
工作時間特殊為應付需要早起工作的人的需求、造就特殊營業時間小吃攤販。只賣晚上10點之後到半夜5點 、清晨2-3營業到早上11點就休息的特色。
所以包含菜市場也有分早上營業或下午營業黃昏市場兩大類。

### 冷飲、冰品
台南氣候炎熱，日治時代引進製冰設備，加上台南水果眾多，新鮮水果和腌漬蜜餞都可以拿來直接製作冰品。台南的特色冰果室成為當年年輕人約會、聊天的好去處。
水果冰、布丁、八寶冰、冰棒都相當受到歡迎。也因台南夏天炎熱冷飲市場競爭激烈、如果能存活下來通常品質能受到肯定，也造就一些全台灣有名的連鎖飲料店發源地都是在台南。

## 夜市
台南在電視還不普及的年代、晚上無處消遣、百貨商圈週邊道路會出現攤販佔據路面做生意、日久人多集結成市集，60-70年代台南市赤崁樓民族路夜市、協近國小前夜市都相當出名。
逛夜市成為台南人夜間休閒娛樂的活動。
台南市最早期的夜市源起於民族路赤崁樓、石精臼一帶，直到遠東百貨開幕，遂往東延伸到中山路，此為民族路夜市最風光的時段。1984年遷至小北觀光夜市，至今小北觀光夜市的人潮已大不如前，逐漸的落寞。沙卡里巴因為多次大火及海安路地下街工程，最後配合金城國中遷校，而使得原有許多攤販分散其它各處營業。
台南的各夜市也是有許多的小吃攤販，著名的夜市有：花園夜市、大東夜市、武聖夜市、小北成功夜市等。

## 外部連結
- 府城觀光資訊導覽
- 台南味早餐，一網打盡七間在地虱目魚粥口袋名單 （页面存档备份，存于）
- 吃東吃西尋台南小吃，累積自己的口袋名單 （页面存档备份，存于）
- CNN Travel：TAINAN （页面存档备份，存于）